# Sukasirna (Cibadak)
Sukasirna is een bestuurslaag in het regentschap Sukabumi van de provincie West-Java, Indonesië. Sukasirna telt 9427 inwoners (volkstelling 2010).